# Keson (inženjerstvo)
Kesoni predstavljaju čvrste komore koje se spuštaju u vodu i ukopavaju u tlo.
Keson se sastoji od osnovne komore u kojoj se izvode građevinski radovi ispod površine vode ili tla sa podzemnom vodom, i prolazne komore u kojoj se radnici pre početka rada postepeno podvrgavaju komprimovanom vazduhu, sve do izjednačavanja sa pritiskom u osnovnoj komori. Po izlasku iz osnove komore se vrši postupna dekompresija (smanjenje pritiska) sve do njegovog izjednačavanja sa pritiskom spoljnog vazduha. Da bi se sprečio prodor vode, u osnovnu komoru kesona se ubacuje komprimovani vazduh čiji je pritisak jednak pritisku vode na dubini izvođenja radova. Vreme dekompresije je najkritičniji period boravka u kesonima.

## Literatura
- Ulrich Smoltczyk (2003). Geotechnical Engineering Handbook, Elements and Structures (Volume 3). Weinheim: Wiley-VCH.  3-433-01451-5.
- Murthy, V. R. K. (2003). Geotechnical engineering: principles and practices of soil mechanics and foundation engineering. New York, N.Y: Marcel Dekker.  0-8247-0873-3.